# آرثر رايت
آرثر رايت (بالإنجليزية: Arthur Wright)‏ (23 سبتمبر 1919 في المملكة المتحدة - 1 يناير 1985) هو لاعب كرة قدم بريطاني (وحمل سابقاً جنسية المملكة المتحدة لبريطانيا العظمى وأيرلندا) في مركز نصف الجناح. لعب مع نادي سندرلاند.